# Landvolkhaus Zeven

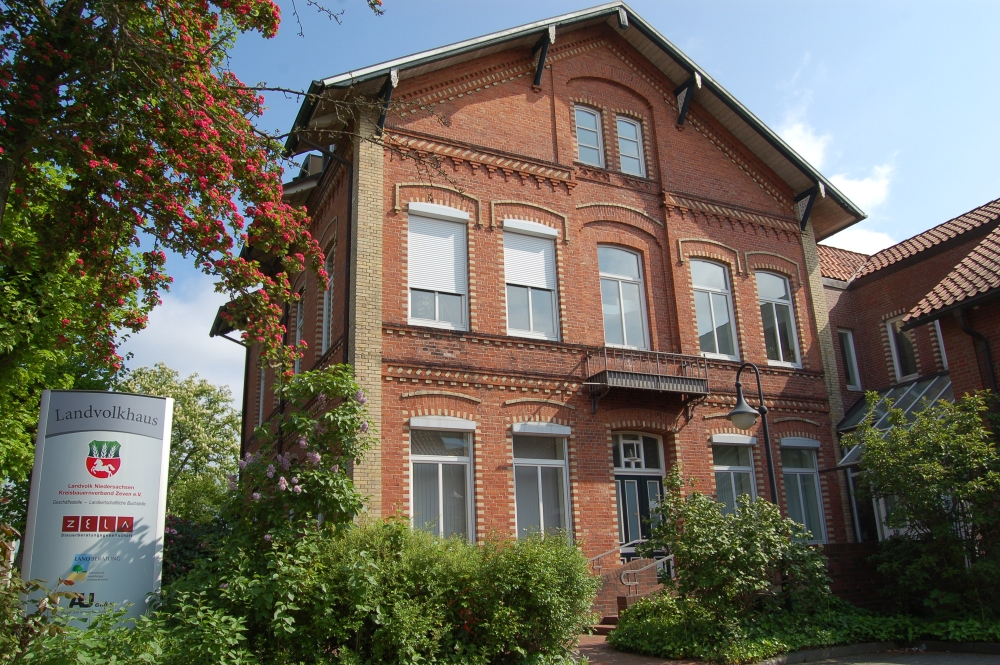
Landvolkhaus in Zeven

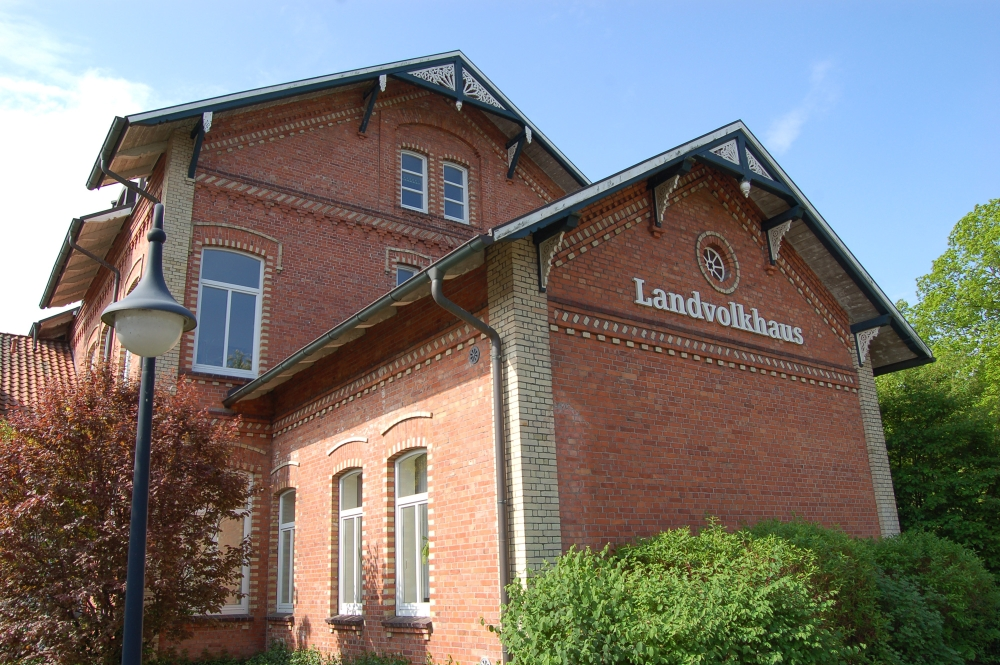
Landvolkhaus in Zeven

Das Zevener Landvolkhaus steht in der Meyerstraße 15–17 in der Stadt Zeven. Seine Geschichte ist eng mit der Lebensgeschichte von Hinrich Jacob Meyer (1826–1906) verbunden, der in seiner Heimatregion auch als „Gold-Meyer“ und durch Schenkungen bekannt wurde. Heute beherbergt das Gebäude als „Landvolkhaus“ verschiedene Institutionen und Unternehmen.

## Geschichte
Das Gebäude wurde von Hinrich Jacob Meyer und seiner Ehefrau Margaretha (gest. 1895) nach ihrer Rückkehr aus Amerika auf der von ihnen 1881/82 erworbenen Stelle des Anbauers Otto Peters (Haus Nr. 85) erbaut. Nach dem Tod von H. J. Meyer wurde das Haus auf den Privatier Peter Heins überschrieben. Im Jahr 1908 erwarb der Kreistierarzt Franz Szillat das Gebäude, bevor es 1920 in das Eigentum des Rechtsanwaltes Dr. Langrehr überging.
1926 wurde der Landbund des Kreises Zeven Eigentümer des 4583 Quadratmeter großen Grundstücks mit den darauf bestehenden Gebäuden, nachdem die Landbund-Mitglieder im Kreisteil Zeven den Kaufpreis durch die Übernahme von Anteilen aufgebracht hatten. Nach der Zwangsauflösung des Landbundes musste es 1937 auf den Reichsnährstand übertragen werden. Erst nach dem Ende des Zweiten Weltkrieges erfolgte die Rückgabe des Grundstückes an den Landbund-Nachfolger, den Landvolkverband Zeven. Während der letzten Phase des Krieges war das Gebäude von der Wehrmacht als Seuchenkrankenhaus genutzt worden, weshalb es lange Zeit weder genutzt noch betreten werden durfte. Bis Anfang 1958 war im Haus die Mädchenabteilung der Landwirtschaftsschule Zeven untergebracht.